# Bullas
Bullas er en by og kommune i det sydøstlige Spanien i Murcia-regionen. Den har et indbyggertal på 11.793 (2024) indbyggere.